# Protector de l'Inversor de la Borsa de Madrid
El Protector de l'Inversor de la Borsa de Madrid és un càrrec públic creat el 19991 que té la finalitat d'assistir i protegir els inversors bursàtils. És designat pel Consell d'Administració de la Borsa de Madrid i dura tres anys.
Les funcions d'aquest càrrec són: informar i atendre les queixes i reclamacions dels inversors i remitir al Consell d'Administració els informes, recomanacions, propostes, iniciatves i suggeriments pensats en benefici dels inversors. Els informes del Protector són de tres tipus: informació a l'inversor; mercat bursàtil; i ordres.
El 1997 va atendre més de 26.000 consultes.

## Funcionament
Les sol·licituds enviades al Protector de l'Inversor es fan per escrit. Les consultes d'informació es poden fer per telèfon, fax o Internet. Totes les actuacions del Protector són gratuïtes.